# لرش (وورتمبرگ)
شهر لرش (به آلمانی: Lorch) در ایالت بادن-وورتمبرگ در کشور آلمان واقع شده‌است.